# Exetastes comatus
Exetastes comatus är en stekelart som beskrevs av Viktorov 1967. Exetastes comatus ingår i släktet Exetastes och familjen brokparasitsteklar. Inga underarter finns listade i Catalogue of Life.